# Cyclosorus molliusculus
Cyclosorus molliusculus är en kärrbräkenväxtart som först beskrevs av Nathaniel Wallich och Oskar Kuhn, och fick sitt nu gällande namn av Ren-Chang Ching. Cyclosorus molliusculus ingår i släktet Cyclosorus och familjen Thelypteridaceae. Inga underarter finns listade.